# ミュージック・シティ・センター
ミュージック・シティ・センター (Music City Center ) はアメリカ合衆国テネシー州ナッシュビルのブロードウェイ南側にある総面積1,200,000平方フィート (110,000 m2)のコンベンション・センター。この建設事業の設計デザインはtvsdesign、Moody Nolan、Tuck Hinton Architectsが請け負った。1987年にオープンしたナッシュビル・コンヴェンション・センターの規模は全米で115番目で、コンベンション市場の4分の1に相当する。ナッシュビルに新しくできたこのミュージック・シティ・センターはこの市場の4分の3に相当する。展示場総面積は370,000平方フィート (34,000 m2)となる。 2013年に完成し、5月19日に一般公開された。
5番通り、8番通り、デモンブリアン通り、コリアン・ヴェテラン通りに囲まれた16エーカー (6.5 ha)の土地に位置し、ブリヂストン・アリーナとカントリー・ミュージック殿堂博物館に隣接している。